# 吳廷揚 (秦州)
吳廷揚，甘肃秦州人，清朝政治人物。举人出身。
嘉庆二十一年（1816年），擔任清朝廣州府新安縣知縣。后由舒懋官接任。